# Халлімяе
Халлімяе (ест. Haki) — село в Естонії, входить до складу волості Риуге, повіту Вирумаа.